# Jan Žižka
Jan Žižka iz Trocnova (oko 1360. – Žižkovo Polje, 11. listopada 1424.), češki general i vođa husita. 
Češki vitez, najznamenitiji vojni organizator radikalnog krila husitskog pokreta, tzv. taborićana. 1420. suzbio je napadaje kralja Sigismunda kraj Praga. 1422. pobijedio ga je još jednom, premda je u jednoj nesreći oslijepio.